# Església de la Companyia (Quito)
L'església i el convent de Sant Ignasi de Loiola de la Companyia de Jesús de Quito, també coneguts en el patrimoni popular equatorià simplement com «la Companyia»', és un complex clerical catòlic situat en la cantonada formada pels carrers García Moreno i Sucre, al centre històric de la ciutat de Quito. La portada del seu temple major, llaurada totalment en pedra volcànica, és considerada com una de les més importants expressions de l'arquitectura barroca al continent americà i el món.
El complex inclou la Residència Sant Ignasi, casa mare dels jesuïtes a Equador. Durant l'època colonial, el complex va albergar el seminari Sant Lluís, el Col·legi Màxim, la Universitat de Sant Gregori el Gran i la procura de les missions de Mainas. Des de 1862 va funcionar-hi el Col·legi Sant Gabriel i des de 1959 fins 2001 el Col·legi Sant Lluís Gonzaga.

## Història

### Antecedents
L'ordre jesuïta va arribar a la ciutat de Quito el 19 de juliol de 1586, amb el propòsit d'establir una església, un col·legi i un monestir en aquesta ciutat. En el primer grup de sacerdots jesuïtes es trobaven Juan de Hinojosa, Diego González Holguín, Baltasar Piñas i Juan de Santiago. La majoria de solars per a la construcció d'esglésies ja havien estat atorgats pel cabildo als franciscans, els mercedaris, els agustins i els dominics. No obstant això, el 1587 el cabildo va cedir als jesuïtes un terreny a la cantonada nord-occidental de la Plaça Gran, però els agustins van mostrar la seva disconformitat amb la decisió; per aquesta raó el cabildo va optar per establir-los en un altre lot situat en direcció sud de la Catedral. A poc a poc, l'orde va anar adquirint mitjançant compra diversos solars veïns fins a completar tota una illa de grans proporcions, que s'estenia des del costat sud de l'actual Palau de Carondelet fins a l'actual carrer Sucre, i des del carrer de les Set Creus (avui García Moreno) a l'est fins a l'actual carrer Benalcázar a l'oest.
El problema amb els terrenys adquirits, és que estaven travessats per la quebrada de Zanguña, que baixava des del Pichincha i creuava darrere de la Catedral, de manera que el germà Marcos Guerra va construir diversos arcs de maó sobre aquella, de tal manera que el sòl quedés a el mateix nivell i s'hi poguessin construir els edificis del col·legi, la universitat, la residència dels pares, la casa dels estudiants, l'hospital d'ancians i la Procura de les Missions de Mainas a l'Amazones.
El 1622 inauguren la Universitat de Sant Gregori, a l'edifici adjunt a l'església (i que avui allotja el Centre Cultural Metropolità) amb autorització del papa Gregori XV, del rei Felip III i de les autoritats de l'Audiència. La universitat estava dotada de modernes instal·lacions, una biblioteca de 20.000 volums que fins i tot va impressionar els membres de la Missió geodèsica francesa de 1736, i un professorat de primer nivell que incloïa gent com Juan Bautista Aguirre, Bernardo Recio, Caledonio de Arteta, Juan de Velasco y Francisco Sanna, entre d'altres. En 1630, el nou bisbe de Quito fra Diego de Oviedo, escriu a el rei Felip IV: «En aquesta província hi ha hagut Universitat i Estudis Generals de la Companyia de Jesús, amb subjectes molt eminents que han regentat llurs càtedres. Hi ha molts enginys notables, i els professors i mestres que té en ella la Companyia, ho són tant que podrien ser catedràtics d'Alcalá.»

### Construcció
L'any 1597 el germà espanyol Francisco Ayerdi es fa càrrec dels treballs de construcció del temple de l'orde jesuïta a Quito, amb l'ajuda de José Iglesias y José Gutiérrez. Lamentablement, i tot i la bona voluntat, Ayerdi no tenia els coneixements necessaris per a aquesta empresa, de manera que es va decidir reemplaçar-lo el 1605. Entre 1605 i 1614 el sacerdot italià Nicolás Durán Mastrilli rep els plànols de l'església, arribats des de Roma i aprovats per la Companyia; i comença a executar-los amb l'ajuda de l'arquitecte basc Martín de Azpitarte, sota la direcció d'obra del també jesuïta Gil de Madrigal. Cap a 1614, part de l'obra ja era oberta al culte.
El germà Marcos Guerra arriba des d'Itàlia el 1636 per fer-se càrrec de la construcció, a la qual li imprimeix els gustos i formes del Renaixement. És ell qui introdueix les cúpules i voltes de canó, a més de les capelles laterals ornamentades amb cupulines. A Guerra també se li atribueixen els millors retaules, la decoració interior de pa d'or i el púlpit. Altres jesuïtes que col·laborarien en l'obra al llarg dels anys serien el pare Sánchez, els germans Simón Schönherr i Bartolomé Ferrer. El germà Jorge Vinterer va ser el creador del retaule major. El 1722 el pare Leonardo Deubler va iniciar la construcció de la impressionant façana de pedra volcànica gris, que no va poder acabar perquè l'obra va ser suspesa el 1725; finalment, el 1760 el germà Venancio Gandolfi va reiniciar els treballs a la façana, que es va acabar el 24 de juliol de 1765. Cal recalcar que totes les obres concebudes per aquests artistes europeus van ser posades en pràctica per artistes indígenes i mestissos de Quito, que li imprimien el seu segell personal a través de representacions de flora nativa i símbols dels pobles ancestrals de l'Audiència.

## Arquitectura
El temple, per haver estat construït durant 160 anys i amb diferents arquitectes, presenta quatre estils en la seva arquitectura, tot i que predomina l'art barroc.

### Planta
La planta del temple de la Companyia de Quito, sovint comparada amb la de l'Església del Gesù, a Roma, és de creu llatina inscrita en un rectangle, típica de la segona etapa del Renaixement. Té creuer i tres naus sense tribunes al llarg de les capelles: la central, que és alta i coberta amb volta de canó, i les laterals, que són baixes i cobertes amb cupulines. Són aquests detalls els que justament la diferencien de la seva similar romana, ja que la del Gesù té una sola nau i tribunes al llarg de les capelles; de fet, en l'únic que s'assemblen és a la cúpula sobre el creuer de les voltes que cobreixen la nau de la creu llatina.

### Naus i creuers

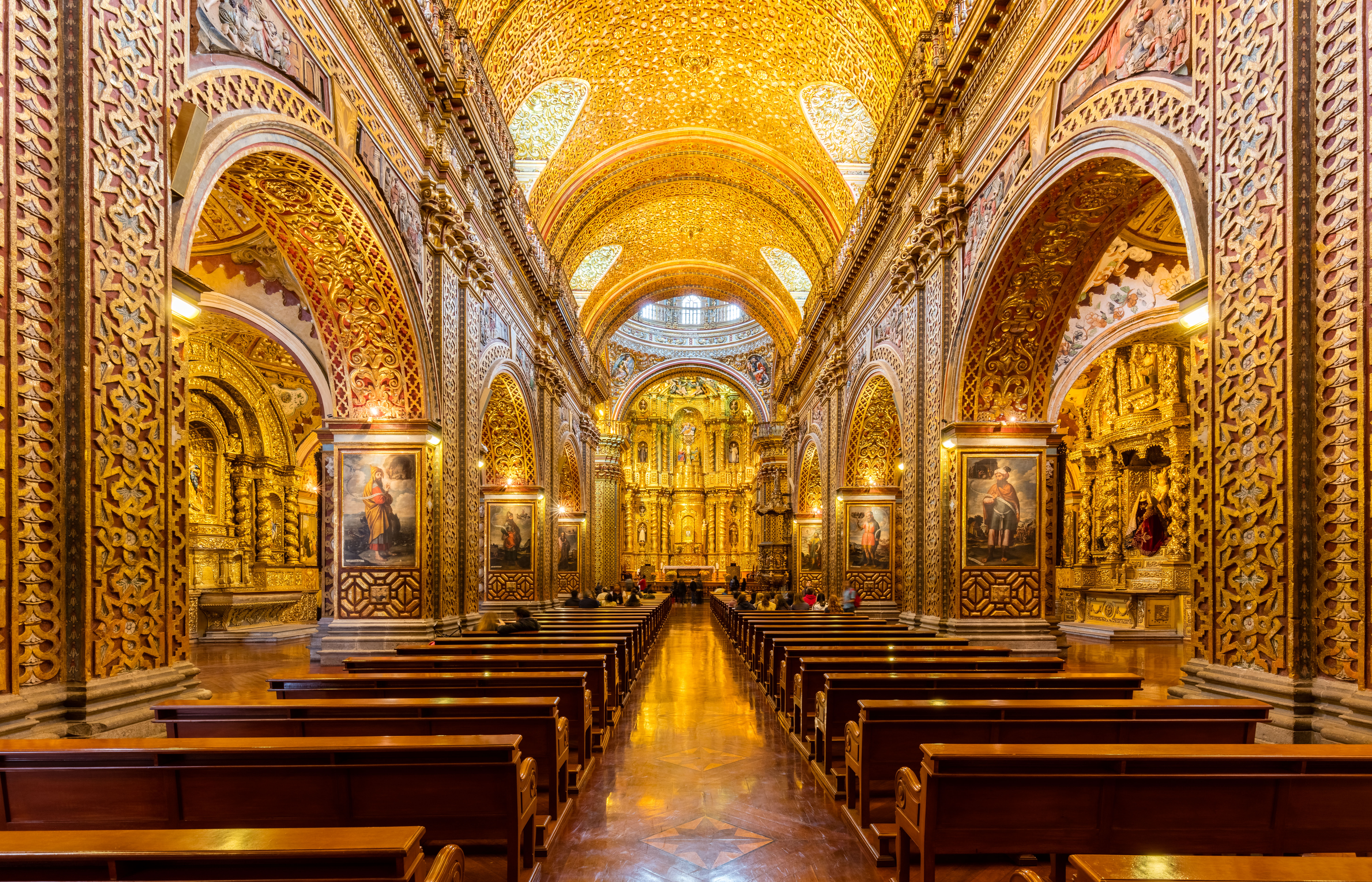
Nau central del temple.

La nau central, de 58 m de llarg per 26,5 d'ample, descansa en sòlids pilars quadrats que sustenten els arcs torals units lateralment per arcs de mig punt, i presenta una balustrada i llunetes. Les naus laterals, menors en amplada i alçada, estan enriquides amb petites cúpules i cupulines que filtren la llum. Aquestes naus tenen sis capelles laterals, d'un barroc tardà, ja plateresc i xorigueresc.
El creuer, de 26,5 m d'ample, ostenta la imponent cúpula de 27,6 m d'alt i 10,6 de diàmetre, decorada interiorment amb pintures, ornaments, medallons amb figures d'arcàngels i de cardenals jesuïtes. Els dotze finestrals il·luminen les decoracions i la balustrada que recorre el tambor. Als dos extrems del creuer s'aixequen els retaules bessons de Sant Ignasi i Sant Francesc Xavier, d'estil barroc.
Les cúpules, per l'exterior semblen aixafades perquè no estan alçades doblant el casquet, com va ser costum dels arquitectes de la segona època de el Renaixement. No obstant això, la del creuer es mostra airosa sobre un tambor calat amb finestres d'arc, separades per pilastres bessones jòniques, coronada amb una llanterna de dotze llums i destacant-se sobre un terrat adornada amb barbacanes, curiosa reminiscència medieval molt usada en l'arquitectura quitenya en els segles XVII i XVIII.

### Portada exterior
La característica portada exterior de la Companyia de Quito està tallada íntegrament en pedra andesita equatoriana, i es va iniciar en 1722 sota les ordres de el pare Leonardo Deubler, però l'obra va ser suspesa en 1725 per després ser represa en 1760 pel germà Venancio Gandolfi, qui la va acabar en 1765. Segons José María Vargas: «La confrontació de dates explica la diferència d'estils entre el cos de l'església i la façana. Mentre l'estructura del temple delata l'influx renaixentista […] en la disposició del frontispici destaca el dinamisme Barroc de segle XVIII». Les columnes, estàtues i les grans decoracions van ser executades a la pedrera que els jesuïtes tenien a la hisenda Yurac, a la parròquia de Píntag; la resta de material es va portar d'una pedrera a la falda occidental del turó de El Panecillo, al costat de la ciutat. La façana, tal com ha arribat fins a nosaltres, té més de barroc italià que de plateresc espanyol i, en les pilastres altes, mostra cert accent del barroc francès.

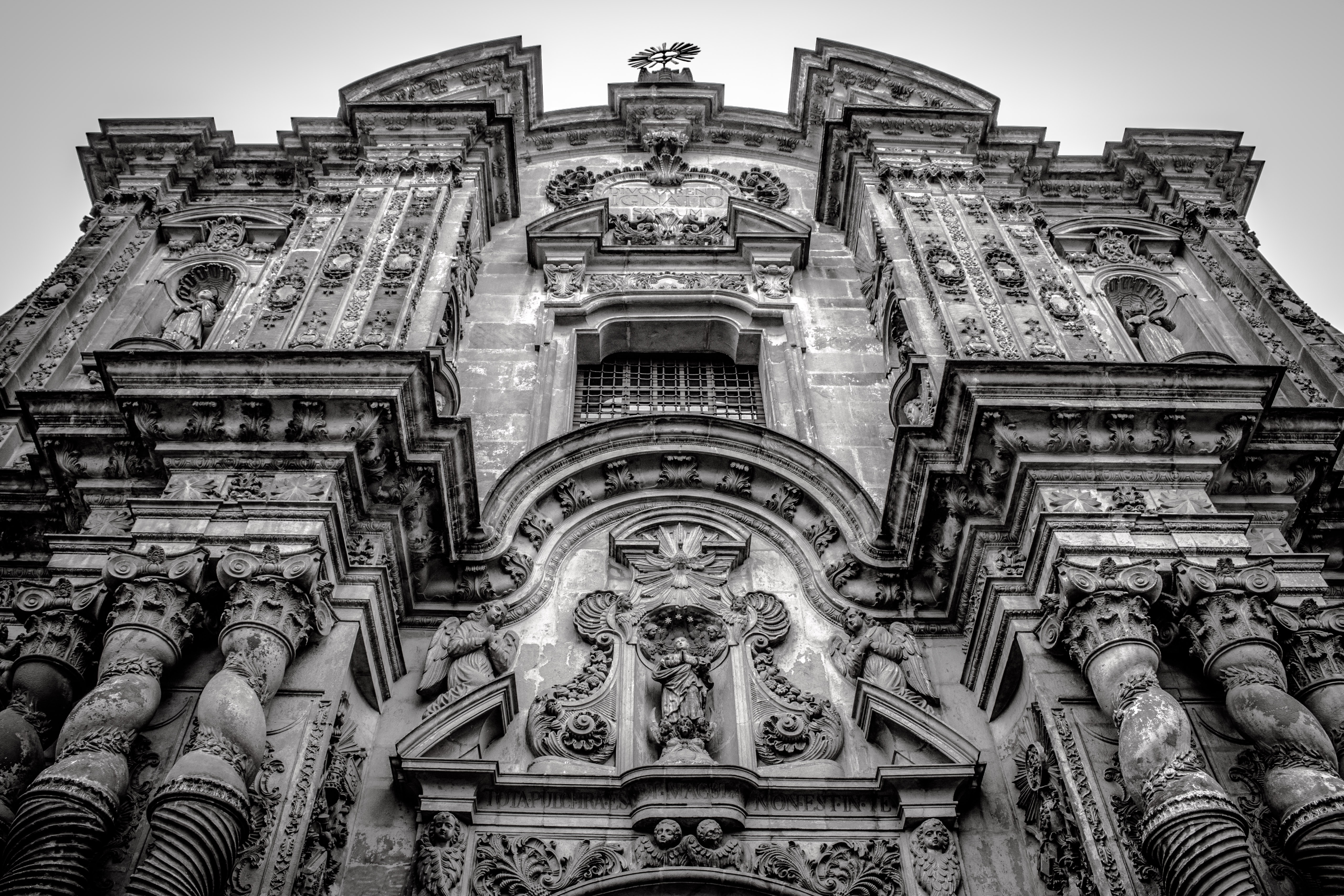
Detall de la façana de l'Església de la Companyia, Quito

Flanquegen la porta principal d'entrada sis columnes salomòniques de cinc metres d'altura, estriades en el seu terç intermedi, derivades de les de Bernini a la Basílica de Sant Pere. De la mateixa manera, les portes laterals estan flanquejades per dos pilars d'estil corinti, totes col·locades sobre un estilòbata amb panells de decoració renaixentista. Sobre l'arquitrau passa un fris decorat amb flors, estrelles, fullatge, i sobre aquest la cornisa adornada amb fulles d'acant, que segueix els ressalts de la façana en arc semicircular per protegir un nínxol format sobre un frontó interromput que, suportat per quatre querubins, corona la porta principal i dona cabuda a una imatge de la Immaculada Concepció envoltada d'àngels i querubins. A la part superior del nínxol, un altre frontó més petit conté l'Esperit Sant en el seu símbol de colom.
El segon cos, sobre l'anterior, està compost d'una enorme finestra central adornada amb un frontó entretallat per rebre una gran cartel·la de petxines i frondes amb una llegenda dedicada a Sant Ignasi, patró de l'orde jesuítica: «DIVO PARENTI IGNATIO SACRUM». El frontó està suportat sobre mènsules de fulles d'acant, i entre elles una cartel·la ornamental de gust plateresc. Flanquegen la finestra pilastres el capitell de les quals té una sola fila de fulles d'acant', decorades i compostes a la manera dels orfebres i ebenistes francesos de segle XVIII; és a dir amb estries horitzontals i grans miralls decorats al seu centre. Corre sobre elles un entaulament que recorda el del primer cos, i remata el conjunt un timpà semicircular entretallat per encaixar un gran modilló al centre, sobre el qual es destaca la creu jesuítica de bronze brillant.
El frontispici emmarca, entre les pilastres i columnes, els nínxols en què s'exhibeixen de cos sencer les estàtues de Sant Ignasi de Loiola, Sant Francesc Xavier, Sant Estanislau de Kostka i Sant Lluís de Gonzaga. A les parets del flanc, al costat de la finestra, hi ha les de Sant Francesc de Borja i Sant Francesc Regis. També s'aprecien els busts dels apòstols Pere i Pau al costat de la porta principal; i sobre la llinda de les portes laterals, els cors de Jesús i Maria.

### Creu del carrer
La creu de pedra que s'aprecia en el costat exterior sud, sobre la línia de fàbrica de la vorera, abans va estar unida a l'església per un ampit que tancava l'atri.

### Torre del campanar
La torre del campanar, derruïda després del terratrèmol de 1859, era la més alta de la ciutat. Va ser reconstruïda anys després amb el seu estil arcaïtzant medieval tan particular; malgrat tot, un altre terratrèmol el 1868, la va clivellar tant que no hi va haver més remei que rebaixar-la fins a l'altura de la barbacana. Les campanes es troben avui en una sala adjunta a l'església, oberta al públic. Es tracta d'un conjunt de sis campanes de diverses mides i pesos, la més gran (que data de 1926) pesa 4.400 lbs; mentre que la petita i més antiga (datada en 1877) és de 140 lbs.

## Interior

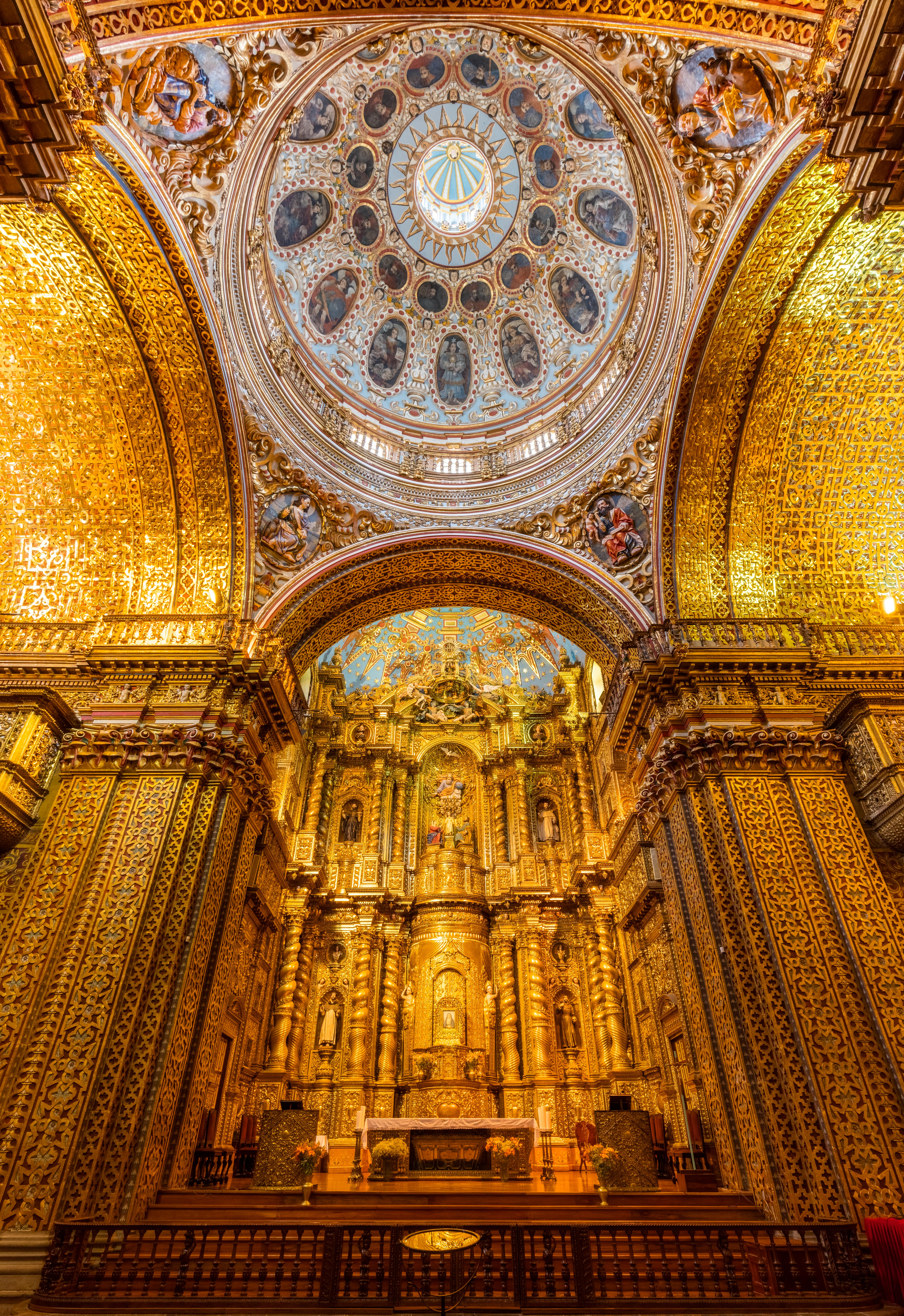
Retaule major i cúpula.

La característica més destacable de la decoració interna de la Companyia de Quito són les seves motllures de fusta de cedre tallada, policromada i banyada amb pa d'or de 23 quirats sobre fons vermell. Destaquen sobretot el retaule major, l'absis, i el púlpit ricament decorat.

### Retaule major
El retaule original era un símil de la façana principal, propi de sistema constructiu de l'estil barroc; i el que actualment s'aprecia manté la majoria d'aquests trets. Quan va començar a aixecar-se es volia fer de pedra i maó, però el 1735 es va canviar el disseny a fusta, amb les directrius del germà jesuïta Jorge Vinterer, d'origen alemany i la talla va trigar deu anys. El gener de 1745, el famós artista Bernardo de Legarda, va signar un contracte amb el Pare Rector de l'Orde Jesuïta per mitjà de el qual es comprometia a «emprendre l'obra del daurat al tabernacle de l'altar major de l'església de la Companyia». Legarda va ser l'encarregat de col·locar les làmines de pa d'or, i la seva intervenció va durar 10 anys més, és a dir que el treball total del retaula es va acabar cap a 1755.

### Púlpit
Una altra peça interessant dins de la Companyia de Quito és el púlpit, localitzat a el costat nord del la línia d'arcs de el temple. Bellament tallat, conté 250 petits rostres de querubins i figures dels evangelistes Mateu, Lluc, Marc i Joan, a més dels sants jesuïtes Sant Ignasi de Loiola i Francesc Xavier. Un element especial és el nen Crist Redemptor d'origen europeu.